# كوشك (دجغان)
کوشك (بالفارسية: کوشک) هي قرية تقع في إيران في بلدة دزكان. يقدر عدد سكانها بـ 214 نسمة .